# David Hampshire
David Hampshire   (Derby, 29 de desembre de 1917 - Derbyshire, 25 d'agost de 1990) va ser un pilot de curses automobilístiques anglès que va arribar a disputar curses de Fórmula 1.
Hampshire va néixer el 29 de desembre del 1917 a Mickleover, Derbyshire, Anglaterra. Va morir el 25 d'agost del 1990 a Newton Solney, Anglaterra.

## A la F1
Va participar en la primera cursa de la història de la Fórmula 1 disputada el 13 de maig del 1950, el GP de la Gran Bretanya, que formava part del campionat del món de la temporada 1950 de F1, on va participar en aquesta única cursa.
David Hampshire va participar en dues puntuables pel campionat de la F1, al llarg de la temporada 1950.
Hampshire també va disputar nombroses curses no puntuables pel mundial de la F1.

## Resultats a la Fórmula 1
| Any  | Equip               | Xassís   | Motor      | 1     | 2   | 3   | 4   | 5       | 6   | 7   | Posició | Punts |
| ---- | ------------------- | -------- | ---------- | ----- | --- | --- | --- | ------- | --- | --- | ------- | ----- |
| 1950 | Scuderia Ambrosiana | Maserati | Straight-4 | GBR 9 | MON | 500 | SUI | FRA Ret | BEL | ITA | -       | 0     |

### Resum
| Curses: | Victòries: | Pòdiums: | Poles: | Voltes ràpides: | Punts: |
| ------- | ---------- | -------- | ------ | --------------- | ------ |
| 2       | 0          | 0        | 0      | 0               | 0      |